# Rognédino
Rognédino (ruso: Рогне́дино) es un asentamiento de tipo urbano de Rusia, capital del raión homónimo en la óblast de Briansk.
En 2021, el territorio del asentamiento tenía una población de 3077 habitantes, de los que 2775 vivían en el propio asentamiento, algo menos de trescientos en el pueblo (seló) de Patsyn y el resto en siete aldeas (derevni) casi despobladas.
Se ubica unos 100 km al noroeste de la capital regional Briansk.

## Historia
Según la tradición local, el pueblo fue fundado en 965 y recibe su nombre en referencia a Rogneda de Pólatsk. Sin embargo, no aparece en documentos hasta 1167, cuando falleció aquí el príncipe Rostislav I de Kiev. Fue una pequeña localidad rural hasta mediados del siglo XX, cuando la Unión Soviética desarrolló el asentamiento como zona de extracción de turba. Adoptó estatus de asentamiento de tipo urbano en 1986.